# Le Roi et la Reine entourés de nus vites
Le Roi et la Reine entourés de nus vites est un tableau peint par Marcel Duchamp en 1912. Cette huile sur toile est conservée au Philadelphia Museum of Art, aux États-Unis.